# Bükkösd
Bükkösd là một thị trấn thuộc hạt Baranya, Hungary. Thị trấn này có diện tích 30,15 km², dân số năm 2010 là 1132 người, mật độ 38 người/km².